# Paramormia pollinensis
Paramormia pollinensis är en tvåvingeart som först beskrevs av Sara 1951.  Paramormia pollinensis ingår i släktet Paramormia och familjen fjärilsmyggor. Inga underarter finns listade i Catalogue of Life.